# Theobald von Montlhéry
Theobald (lat. Theobaldus cognomina Filans-stupas, frz. Thibaud File Étoupe de Montlhéry, * 10. Jahrhundert; † 11. Jahrhundert) war ein Herr von Montlhéry und Bray-sur-Seine sowie Stammvater des Hauses Montlhéry.
Theobald wird in der Historia Francorum des Aimoin de Fleury erwähnt, der ihn mit dem Beinamen „filans stupas“ bezeichnete, was so viel wie „Werghaupt“ in Bezug auf seine Haare bedeutet. Weiter berichtet Aimoin, dass Theobald den Königen Hugo Capet und Robert II. den Frommen als Waldhüter („Forestarius“) diente. Wahrscheinlich um das Jahr 990 baute er die Burg auf dem Montemlethericum, mit der er die königliche Domäne gegen die benachbarten mächtigen Grafen von Blois absichern sollte.
Theobalds Sohn und Erbe war Guido I.